# Seonggeon-dong
Seonggeon-dong (koreanska: 성건동) är en stadsdel i stadskommunen Gyeongju  i provinsen Norra Gyeongsang i den östra delen av Sydkorea, 280 km sydost om huvudstaden Seoul.